# Jacob Foppens van Es

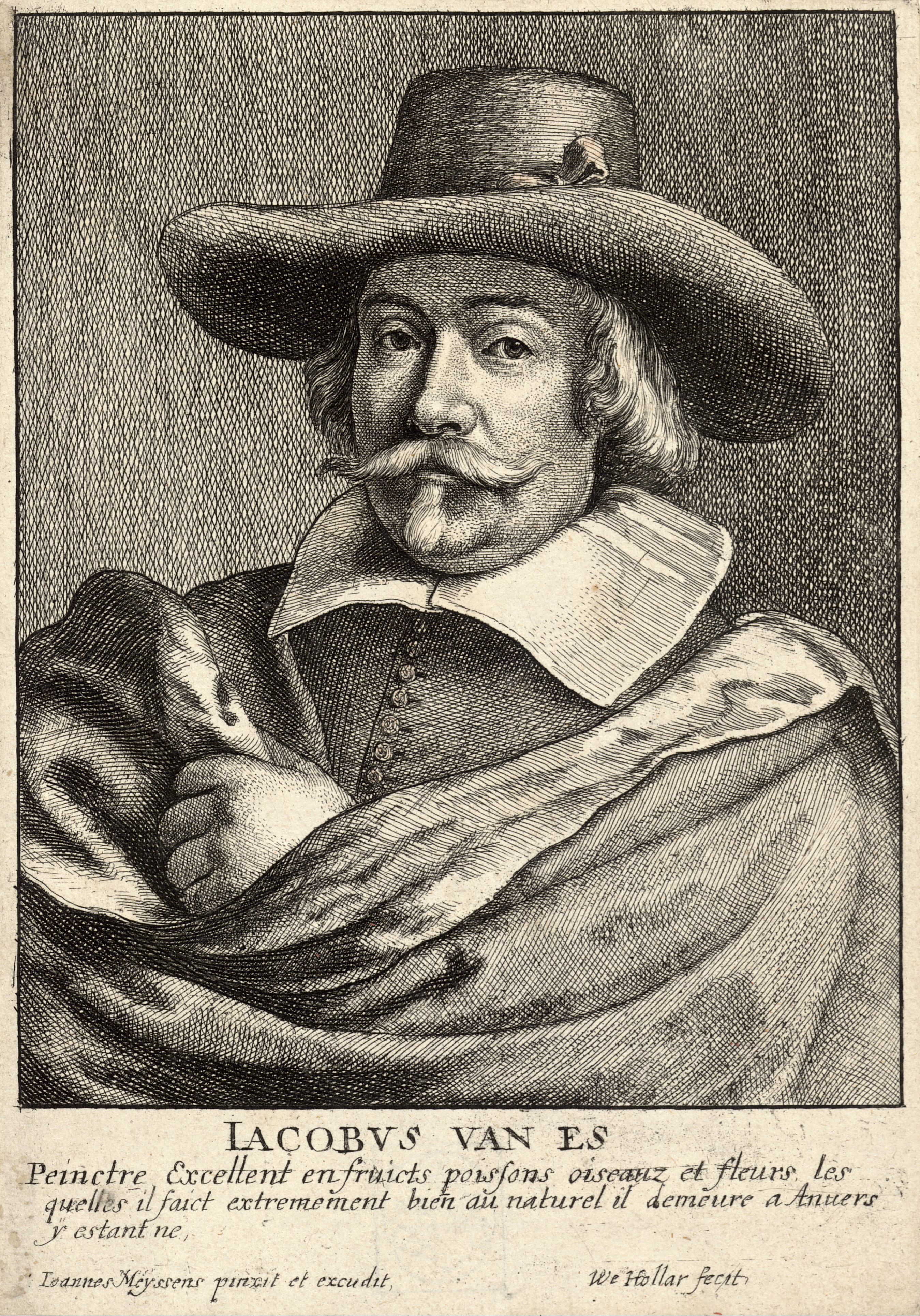
Portret van Jacob van Es, Wenceslas Hollar, gepubliceerd in Het Gulden Cabinet (p 227) in 1662.

Jacob Foppens van Es (omstreeks 1596-1666) was een Vlaamse barokschilder gespecialiseerd in stillevens, voornamelijk van voedsel en af en toe bloemenschilderijen. Hij werkte samen met andere kunstenaars aan schilderijen met bloemen- en fruitslingers. Samen met Osias Beert en Clara Peeters was hij een van de belangrijkste vertegenwoordigers van de eerste generatie in de Vlaamse stillevenschilderkunst.

## Biografie
Biografische gegevens over het leven van Jacob Foppens van Es zijn schaars. Het opschrift op een portret van Foppens van Es, gegraveerd door Wenceslas Hollar naar een ontwerp van Joannes Meyssens, vermeldt dat hij in Antwerpen is geboren. Er is geen documentair bewijs dat zijn geboorteplaats bevestigt. In 1617 werd hij meester in het Antwerpse Sint-Lucasgilde. Het feit dat hij niet als leerling bij het gilde geregistreerd stond voordat hij meester werd, geeft aan dat hij waarschijnlijk buiten Antwerpen zijn opleiding volgde.

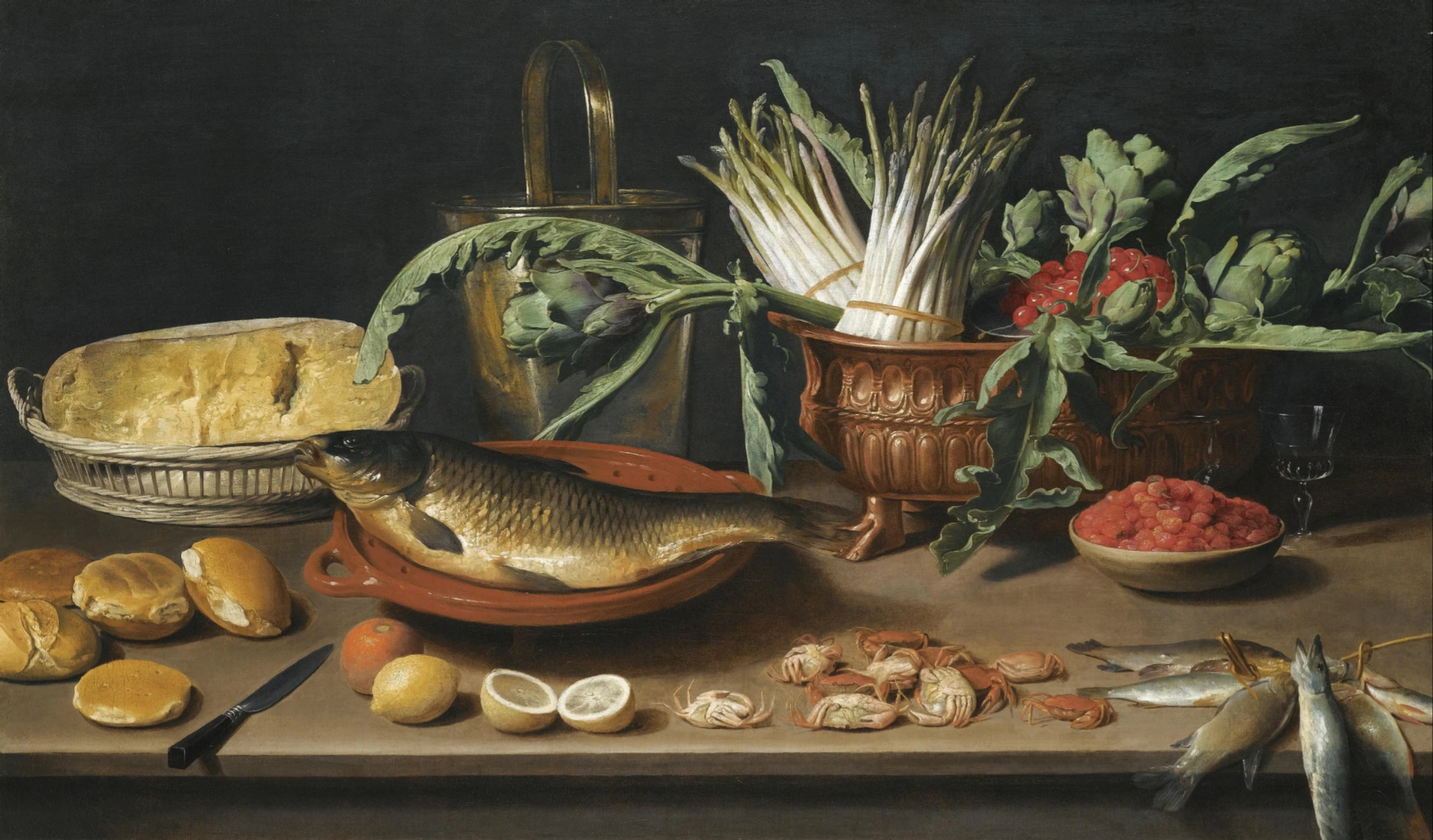
Stilleven met vis, groenten en fruit

Ten tijde van zijn inschrijving als meester in Antwerpen was hij al getrouwd met Joanna Claessens met wie hij een zoon Nicolaas kreeg. Nicolaas werd ook meester in het gilde in 1648. Van Es en zijn vrouw kregen nog drie zonen en drie dochters. Uit het feit dat de peetvaders van zijn laatste drie kinderen de vooraanstaande kunstenaars Jacob Jordaens, Cornelis Schut en Deodaat del Monte waren, blijkt dat hij een gerespecteerde positie had onder de toonaangevende Antwerpse kunstenaars van zijn tijd.
Hij was 50 jaar lang actief in Antwerpen.Tot zijn leerlingen behoorden Jacob Gillis in 1621 en Jan van Tienen in 1623. Hij werd begraven in Antwerpen op 11 maart 1666.

## Werken
Zijn stillevens volgen de stijl van de kleine 'ontbijtstillevens' van Osias Beert en Clara Peeters. Ze zijn gekenmerkt door de vrije opeenhoping van ongerelateerde voorwerpen op een scherp gekantelde tafel met als enige bekommernis het bereiken van een rijk coloriet.

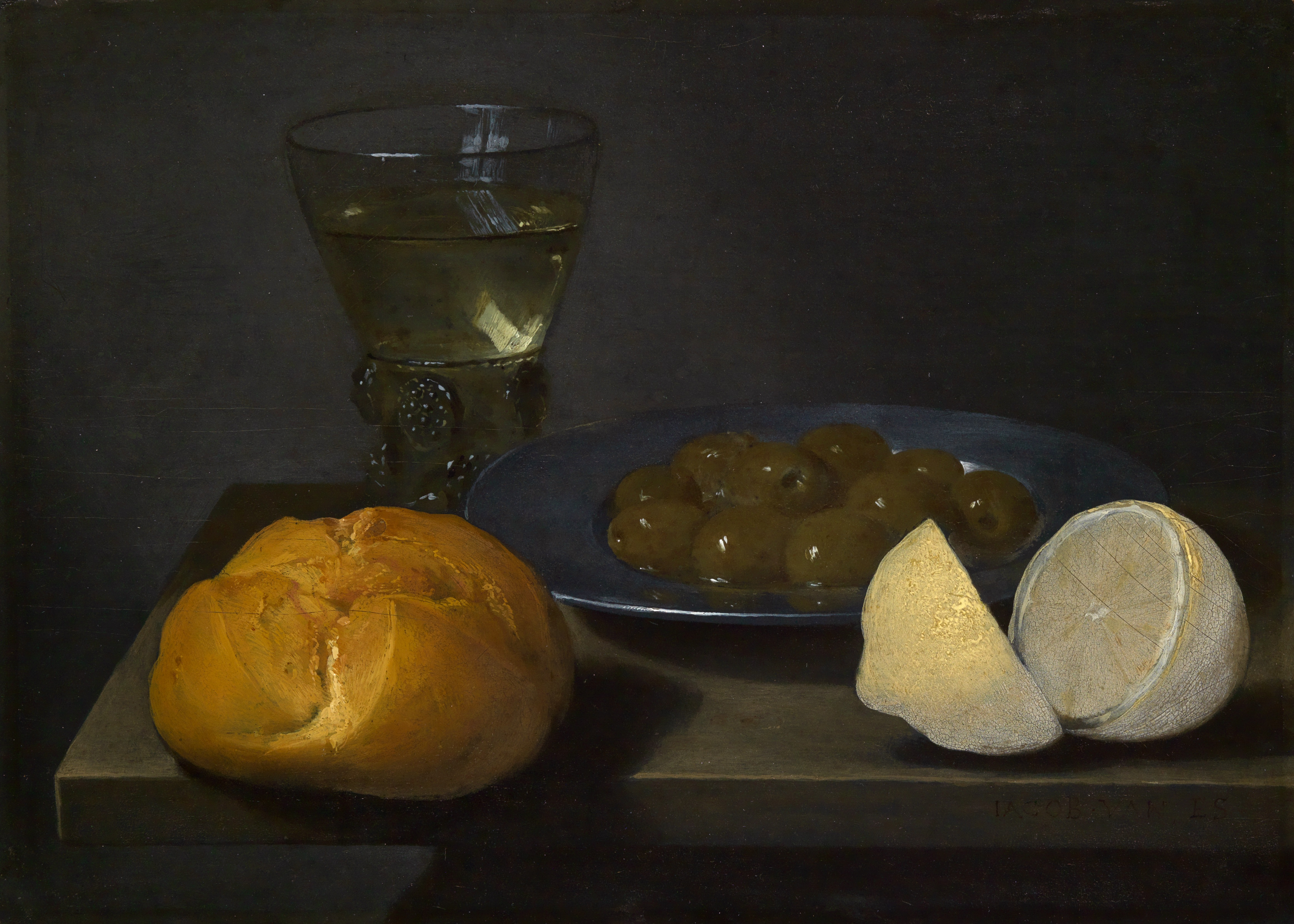
Ontbijtstilleven,Staatliche Kunsthalle Karlsruhe.

Hij was erg productief en hij schilderde af en toe ook bloemstukken en bloemenslingers (Museum voor Schone Kunsten in Orléans, in samenwerking met Hendrick van Balen)
Het bewijs van zijn onmiddellijk succes is ongetwijfeld het portret dat Joannes Meyssens van hem maakte en dat werd gegraveerd door Wenceslas Hollar om opgenomen te worden in de Images de Divers Hommes Despirit Sublime qui par leur art et science debvrovent vivre eternellement et des quels la louange et renomée facit estonner le monde, gepubliceerd in Antwerpen in 1649, met het opschrift:
IACOBVS VAN ES/ Peinctre Excellent en fruicts poissons oiseauz et fleurs les/ quelles il faict extremement bien au naturel il demeure a Anvers/ y estant ne.
 (Vertaling: Jacobus van Es, schilder. Munt uit in fruit, vissen, vogels en bloemen die hij erg goed op natuurlijke wijze weergeeft. Hij woont in Antwerpen waar hij geboren is.)